# Campionati europei di pattinaggio di velocità 2016
I Campionati europei di pattinaggio di velocità 2016 sono stati la 110ª edizione della manifestazione. Si sono svolti dal 9 al 10 gennaio 2016 presso la Minsk-Arena di Minsk, in Bielorussia.

## Podi

### Uomini
| Evento              | Oro         | Punti   | Argento     | Punti   | Bronzo          | Punti   |
| Allround (dettagli) | Sven Kramer | 150.102 | Bart Swings | 150.464 | Jan Blokhuijsen | 151.176 |

### Donne
| Evento              | Oro               | Punti   | Argento    | Punti   | Bronzo             | Punti   |
| Allround (dettagli) | Martina Sáblíková | 161.455 | Ireen Wüst | 163.188 | Antoinette de Jong | 164.043 |